# Шабшина, Фаня Исааковна
Фа́ня Исаа́ковна Ша́бшина (Куликова, 1906—1998) — советский и российский кореевед и дипломат. Доктор исторических наук (1963). Автор более сотни научных работ, награждена медалями. Заслуженный деятель науки РСФСР.

## Биография
Родилась в местечке Копысь в Могилёвской губернии (ныне в Белоруссии). В 1930 закончила 2-й МГУ. В 1940—1946 работала в советском генеральном консульстве в Корее. Затем занималась наукой.

## Труды
- Народное восстание 1919 года в Корее. — М.: Издательство АН СССР, 1952. — 280 стр. 5000 экз. 2-е изд. М., ИВЛ. 1958. 213 стр. 3000 экз.
- Очерки новейшей истории Кореи (1945—1953 гг.). — М.: Госполитиздат, 1958. — 307 стр. 10000 экз.
- Очерки новейшей истории Кореи (1918—1945 гг.). — М.: ИВЛ, 1959. — 276 стр. 2100 экз.
- Со скоростью «чхонлима». В новой Корее. — М.: Госполитиздат, 1960. — 87 стр. 20000 экз.
- Социалистическая Корея (О формах проявления в КНДР общих закономерностей строительства социализма). — М.: ИВЛ, 1963. — 199 стр. 1600 экз.
- Южная Корея. 1945—1946 гг. Записки очевидца. — М.: Наука, 1974. — 272 стр. 6400 экз.
- История корейского коммунистического движения (1918—1945). — М.: Наука, 1988. — 299 стр. 250 экз. (дсп)
- В колониальной Корее (1940—1945). Записки и размышления очевидца. — М.: Наука, 1992. — 287 стр. 500 экз.

Её собственной жизни и научному вкладу также посвящено несколько работ.